# فرودگاه سینت ماری آلاسکا
فرودگاه سینت ماری آلاسکا (به انگلیسی: St. Mary's Airport (Alaska)) یک فرودگاه همگانی با کد یاتا KSM است که یک باند فرود شن دارد و طول باند آن ۱۸۳۱ متر است. این فرودگاه در کشور ایالات متحده آمریکا قرار دارد و در ارتفاع ۹۵ متری از سطح دریا واقع شده است.